# زليخا (دشتابي الشرقي)
زلیخا (بالفارسية: زلیخا) هي قرية تقع في إيران في قسم دشتابي الشرقي الريفي. يقدر عدد سكانها بـ 387 نسمة .